# Eric Engler

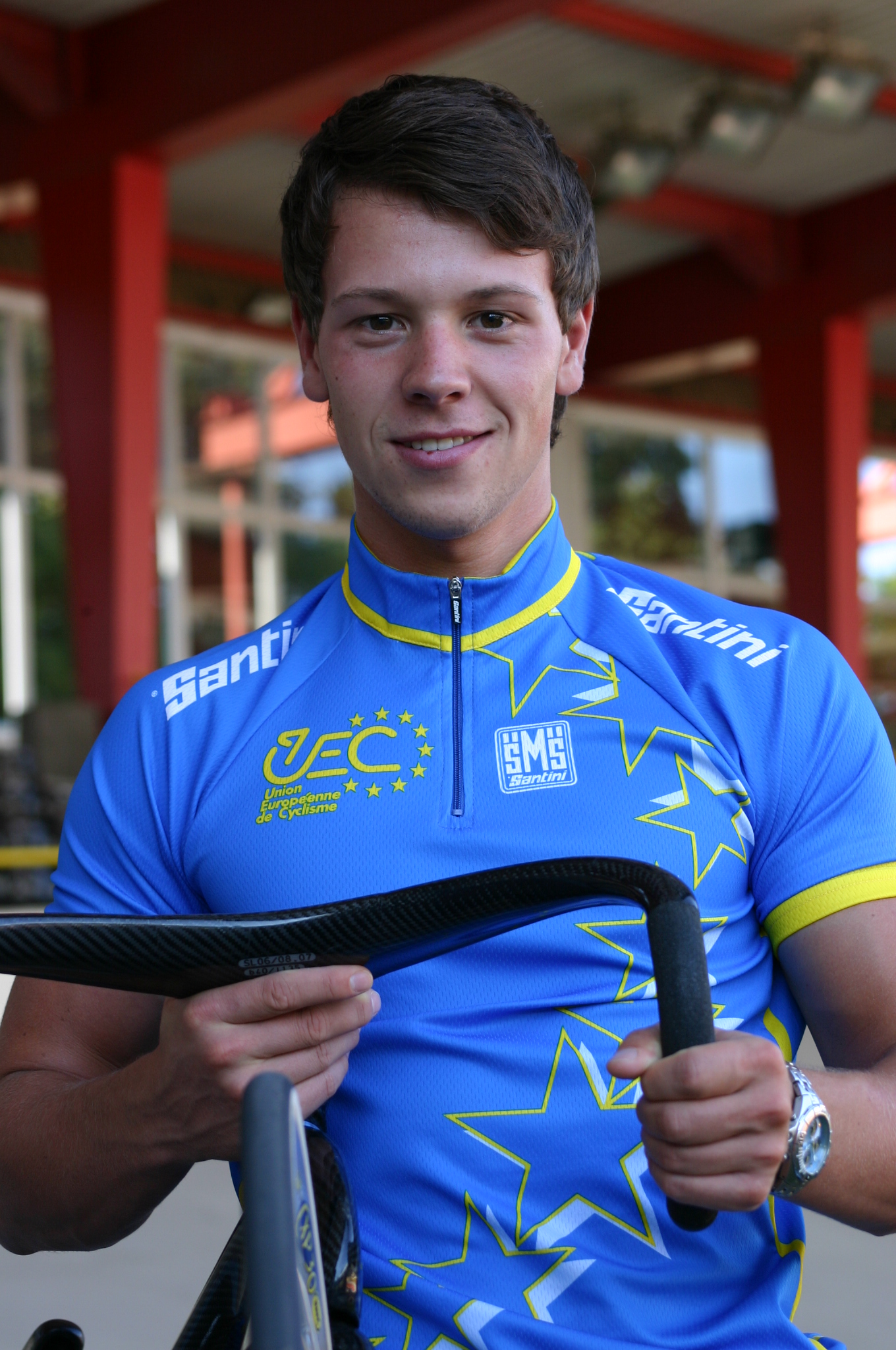
En 2009, avec le maillot de champion d'Europe.

Eric Engler (né le 21 septembre 1991 à Cottbus) est un coureur cycliste allemand, spécialiste des épreuves de vitesse, de vitesse par équipes, du keirin et du kilomètre sur piste. Il a notamment été champion d'Europe de vitesse par équipes espoirs en 2012 et 2013.

## Palmarès

### Championnats du monde
- Minsk 2013
  - 5e du kilomètre
- Cali 2014
  - 8e du kilomètre
- Saint-Quentin-en-Yvelines 2015
  - 11e du kilomètre
- Hong Kong 2017
  - 12e de la vitesse par équipes[1]
  - 26e de la vitesse individuelle (éliminé en seizième de finale)[2]
- Apeldoorn 2018
  - 5e du kilomètre[3]
  - 26e de la vitesse individuelle (éliminé en seizième de finale)[4]
- Pruszków 2019
  - 12e du kilomètre

### Championnats du monde juniors
- Moscou 2009
  -  Médaillé d'argent de la vitesse par équipes juniors

### Coupe du monde
- 2012-2013
  - 1er de la vitesse par équipes à Cali (avec Marc Schröder et Philipp Thiele)
  - 3e de la vitesse individuelle à Cali
- 2014-2015
  - 2e de la vitesse par équipes à Guadalajara
- 2016-2017
  - 1er de la vitesse par équipes à Cali (avec Max Niederlag, Maximilian Dörnbach et Robert Förstemann)
  - 2e de la vitesse par équipes à Los Angeles
  - 3e de la vitesse par équipes à Apeldoorn
- 2017-2018
  - 2e du kilomètre à Manchester
- 2019-2020
  - 2e de la vitesse par équipes à Hong Kong

### Championnats d'Europe
| Édition / Épreuve              | Kilomètre | Vitesse individuelle | Vitesse par équipes                        |
| Minsk 2009 (juniors)           |           | Bronze               | Or (avec Erik Balzer et Alexander Reinelt) |
| Anadia 2011 (espoirs)          | Bronze    |                      |                                            |
| Anadia 2012 (espoirs)          |           |                      | Or (avec Erik Balzer et Stefan Bötticher)  |
| Anadia 2013 (espoirs)          | Argent    |                      | Or (avec Erik Balzer et Max Niederlag)     |
| Saint-Quentin-en-Yvelines 2016 | Argent    |                      | Bronze                                     |

### Championnats d'Allemagne
- 2009
  -  Champion d'Allemagne du kilomètre juniors
  -  Champion d'Allemagne de vitesse par équipes juniors (avec Erik Balzer et Alexander Reinelt)
- 2012
  -  Champion d'Allemagne du kilomètre
- 2014
  -  Champion d'Allemagne du kilomètre
- 2015
  -  Champion d'Allemagne de vitesse par équipes (avec Robert Förstemann, Robert Kanter et Tobias Wächter)
- 2016
  -  Champion d'Allemagne de vitesse par équipes (avec Robert Förstemann et Robert Kanter)